# 鐵達尼鹽單胞菌
鐵達尼鹽單胞菌（學名：Halomonas titanicae）是一種會將船身的鐵變成鐵鏽的細菌。在1991年，科學家利用潛水艇到海底觀察鐵達尼號的狀況，發現船身已經生鏽，而且形成許多像冰柱或鐘乳石形狀的「柱狀鐵鏽」，有些鐵鏽柱甚至比人還要高。科學家根據細菌分解及鐵鏽行程的速度推測，在未來的三十年內，鐵達尼號就會被分解的甚麼都不剩，只留下一堆鐵鏽。虽然这个细菌已被确定为在深海中石油钻井平台和其他人造物体的一个潜在危险，它也有潜力被用在生物修复来加速沉船垃圾的在海底的分解的可能性。

## 細胞形態學
鐵達尼鹽單胞菌是一種革蘭氏陰性桿狀細菌，可產生週毛鞭毛。 它是过氧化氢酶和氧化酶呈陽性。 人們發現它可以形成生物膜，並且一些菌株能夠氧化硫代硫酸鹽，這是由群體感應調節的。由於產生四氫嘧啶、羥基四氫嘧啶、甜菜鹼和甘氨酸等分子，它能夠承受高滲透壓。

## 在腐蝕中的重要性
當沒有氧氣作為電子受體時，鐵達尼鹽單胞菌通過將 Fe(III) 還原為 Fe(II) 來參與鋼的腐蝕。 然而，在有氧條件下，它有助於通過消耗溶解氧來抑制腐蝕。 在鐵達尼號和其他沉船事故中，細菌加速了這些結構的腐蝕，因為海洋深處的溶解氧水平非常低。